# Proteo (perro de rescate)
Proteo (México, 16 de junio de 2013-Turquía, 12 de febrero de 2023) fue un perro de búsqueda y rescate mexicano que trabajó en la Secretaría de la Defensa Nacionall (SEDENA) mismo en la que fue entrenado con especialidad en estructuras colapsadas.

## Carrera
A lo largo de su vida de servicio, Proteo y su entrenador lograron el rescate de 22 personas y 37 cuerpos de víctimas de distintas catástrofes.
Se convirtió en líder para otros perros rescatistas y participó en distintas misiones de ayuda humanitaria y del Plan-DN-III junto a su entrenador.
- Guatemala (2015) por Deslizamiento de Tierra
- Ecuador (2016) por sismo 7.8 grados
- Chiapas (2017) por Deslaves
- Ciudad de México (2017) por sismo magnitud 7.1
- Oaxaca (2022) por Huracán Agatha
- Turquía (2023) por sismo 7.8 grados
Junto a la delegación mexicana que apoyó por el terremoto de 7.8 grados en Turquía y Siria, Proteo y 15 equipos caninos más lograron el rescate de 4 personas con vida y 37 cuerpos.
Proteo y su entrenador lograron el rescate de dos personas con vida; una mujer y un hombre de 70 y 50 años aproximadamente, así como la recuperación de dos cuerpos.

## Muerte
El 12 de febrero de 2023, mientras Proteo se encontraba en misiones de búsqueda y rescate debido al sismo de Turquía de 7.8 grados falleció debido a su avanzada edad, el largo viaje y las frías condiciones climáticas que sucedían en Turquía en ese momento lo que derivó a su muerte natural. Los restos de Proteo llegaron a México el 16 de febrero y le rindieron un homenaje.